# Давіде Тіццано
Давіде Тіццано (італ. Davide Tizzano, 21 травня 1968) — італійський академічний веслувальник.
Олімпійський чемпіон 1988 (парні четвірки), 1996 (парні двійки) років.
Член Виконавчої ради та Координаційної комісії Комітету XX Середземноморських ігор у Таранто 2026 року.